# あしたの雪之丞
『あしたの雪之丞』（あしたのゆきのじょう、以下『雪之丞』と略）は、2001年8月31日にエルフより発売されたアダルトゲーム。2002年9月27日に発売された続編『MASARU あしたの雪之丞2』（まさる あしたのゆきのじょう2、以下『MASARU』と略）のほか、アダルトアニメなど関連商品についても本項で併せて述べる。

## 作品概要・特徴
ナンパ系の『下級生シリーズ』、凌辱系の『おやぢシリーズ』など純愛から離れたジャンルを連発してきたエルフが久々に『同級生シリーズ』のような純愛系として、当時新人のライター井上啓二によってリリースされたのが本作である。『河原崎家の一族』以来エルフが得意としたマルチシナリオ・マルチエンディングを採用しており、どのヒロインと結ばれるかやヒロインとの未来についていくつにも分岐する。しかし『MASARU』は『雪之丞』のエンディングのうちメインヒロインとのその後から物語がはじまり、『MASARU』のエンディングを以てシリーズそのものも完結してしまったため、後に井上は「不完全燃焼だった」と振り返っている。
もう一つ本作で特徴的なのが絵である。初めて広告が雑誌に掲載されると誰がデザインしたかは書かれていなかったのに業界に衝撃が走った。それまでもエルフは竹井正樹や横田守といった元アニメーターを起用したり、同人作家の門井亜弥を起用したりして話題になったが、本作の絵のタッチが「同人女王」とも「女帝」ともあだ名された七瀬葵によるものだとされたからで、七瀬ほどの大物を口説けた当時のエルフの力を見せつけた。エルフは当初をデザインしたのは「ながせまゆ」であるとアナウンスさしており、七瀬も沈黙していたが、シリーズ販売後しばらくして七瀬本人がながせまゆは自分の別名義であると公表している。

## あらすじ
『雪之丞』は2章からなり、前半でどのヒロインとのルートに入るかが分岐され、後半でそのヒロインとの結末がそれぞれ描かれる。他の作品と異なり、Hシーンはハッピーエンドのみならずバッドエンドにおいても凌辱という形で描かれる。
一方『MASARU』は1章、インターミッション（閑話休題）、2章、エピローグからなり、1章でヒロイン分岐、インターミッションでは『雪之丞』のその後の一部、2章ではヒロインとの結末、エピローグではシリーズ全体の結末が示される。こちらではHシーンはほぼハッピーエンドの場合のみで、凌辱Hはカットされている。

### 『雪之丞』あらすじ
鹿島学園2年生の春日せりなはある日ゲームセンターで不良グループにからまれ襲われそうになるが、颯爽と現れた白馬の王子のような美少年に助けられる。はずであったが、その少年は一切手を出さず一方的にボコボコにされてしまい、結局後から駆け付けたせりなの幼馴染の須崎達也、合田鉄平によってせりなは助けられた。そんな期待外れな出来事の翌日、せりなのクラスに転校生がやってきた。その転校生こそ昨日の期待外れの王子、雪村雪之丞であった。
そんな雪村雪之丞はいつも無口でぶっきらぼう、心を閉ざして孤独になろうとするが、クラス担任牧野詩織の計らいで隣の席に座るクラスのガキ大将的存在のせりなの人懐っこさや、せりなのグループの達也、鉄平、間部由希とのふれあいを通じて徐々に雪之丞も心を開いてゆき、そんな新たな仲間ちとの平穏な学園生活を送り始めた
しかしそんな平穏な日々は長く続かず、ある日誹謗中傷ビラが学園にばら撒かれ雪之丞の正体が発覚する。雪之丞が元アマチュアボクサーで、練習中スパーリング相手を意識不明の重体に追い込む事故を起こした事。そして追い打ちをかけるように一人の少女が雪之丞の後を追うように鹿島学園に転校してくる。久保晶子、かつての事故の相手久保勝の妹にして幼馴染だった子である。晶子から放たれた「私はあなたを許さない」という言葉にかつての心の傷が抉られる。そして達也からもそんな腕前があるなら何でせりなを助けなかったのだと責められる。雪之丞は一時自暴自棄になりかけるが、ヒロインたち新たな「仲間たち」との絆で乗り越える。

### 『MASARU』あらすじ
雪之丞が新たな学園生活を過ごすころ、雪之丞とのスパーリング中の事故で意識不明になった久保勝は目を覚まし、長い治療とリハビリを得て日常生活を送れるまでに回復するが、ボクサーとしての復帰は絶望的との診断結果を受け、涼月学園特待生の地位を失い、留年の上一般性として復学した。世話焼きな妹の晶子や、いつも気だるそうにしている補習仲間の水島あきら、病気がちで久々にやってきた桜瀬由美子ら新しいクラスメイトらと平穏な日々を過ごす。しかしそんな生活に乾いた心は満たされず、再びボクシングをやりたいという思いが募る一方で、事故の再発を恐れる家族にこれ以上迷惑をかけられないという思いとの葛藤に苦しむ。
一方晴れて春日せりなと結ばれた雪村雪之丞はボクシングから遠ざかり、せりなと二人で大学で歴史を学ぶという夢に向かって歩んでいたが、ある日門ボクシング部を持つ大学から雪之丞にスカウトの話が舞い込む。始め雪之丞はこの話を断るつもりでいたが、久保勝と久しぶりの再会を果たし、勝から自分のせいで雪之丞の人生を狂わせた事に苦しんでいた事やボクシングに対する抑えきれない思いを知ると、雪之丞もまたボクシングに対する思いが再燃する。
湧き上がる葛藤に苦しむ勝であったが、彼に寄り添うヒロイン達もまたどうにもならない現実にそれぞれ苦しんでいた。ヒロインたちへ背中を押すとともに、自分のできることを必死にもがく勝。ついには過去のしがらみを振り切り未来を掴むため、勝は雪之丞との対決に至る。初めは勝が優位に立つが、せりなの必死の声援に後押しされた雪之丞が逆転して勝利する。
雪之丞に敗れた勝は燃焼しきったと思い、ボクサーを諦めてボクシングトレーナーへの道へと進む。一方の雪之丞はせりなと一緒の大学へ行き、その大学のボクシング部でチャンピオンを目指すという夢に向かって進む所で物語は終わる。

## 登場人物

### 主要人物
シリーズを通して以下の4人を中心に物語が進行する。

#### 主人公
雪村雪之丞（ゆきむら ゆきのじょう）
本シリーズの主人公の一人。
（『雪之丞』における活躍）
鹿島学園にやってきた転校生。メイク次第で美少女と見間違う位の美少年だが、転校初日に顔中絆創膏だらけで現れた不気味さや、いつも無口で口を開いても「ああ」と「いや」位しか言わないぶっきらぼうな性格の為、孤立しがちで本人もそう望んでいるかのような態度を取る
その正体は名門涼月学園ボクシング部に所属し、インターハイ優勝も果たして将来はオリンピックでメダルをも期待されていた天才アマチュアボクサーであったが、幼馴染でボクシング部の先輩である久保勝とのある日練習中雪之丞の放ったパンチで勝が意識不明の重体に陥る事故が起きると、幼馴染の人生を狂わせた罪に苛まれると共に、「習相手を殴り倒して病院送りにした」という誹謗中傷が広がってしまい、ボクシング部も学園も辞し、鹿島学園へは半ば逃げるように転校している。
そんないきさつの為、雑貨店を営む母親と離れ鹿島町内のアパートで一人暮らし、罪の意識から他人との関りを持つ事を避けるようにしていた。また「拳が握れない」「他人を殴ることができない」というボクサーとしては致命的な心の傷を負ってしまうが、春日せりな達新しい仲間との触れ合いを通じて克服してゆく（その過程はシナリオ分岐により異なる）
（『MASARU』における活躍）
春日せりなと晴れて恋仲になり、お互いの家へ遊びに行く中になっている。せりなと二人で城誠大で歴史の勉強を夢見るが、ある日ボクシングの名門慶堂大からスカウトの話が舞い込む。
久保勝（くぼ まさる）
本シリーズもう一人の主人公。

#### メインヒロイン
春日せりな（かすが せりな）
久保晶子（くぼ しょうこ）

### 『雪之丞』からの登場人物
杉崎玲於奈（すぎさき れおな）
小松原妙子（こまつばら たえこ）
牧野詩織（まきの しおり）
雪之丞のクラスの担任。
間部由希（まなべ ゆき）
久保昌子（くぼ しょうこ）
新島早苗（にいじま さなえ）
宇佐美明雄（うさみ あきお）
須崎達也（すざき たつや）
合田鉄平（ごうだ てっぺい）

### 『MASARU』からの登場人物
水島あきら（みずしま あきら）
鷲淵権造（わしぶち ごんぞう）
桜瀬由美子（おうせ ゆみこ）
宇佐見明男（うさみ あきお）
藍川ちはる（あいかわ ちはる）
三枝マキ（さいぐさ まき）
田島静（たじま しすか）

## スタッフ
- 企画・原案 - 井上啓二
- キャラクターデザイン・原画 - ながせまゆ
- シナリオ - 井上啓二、本間要(サブ)
- 音楽 - 山本秀樹（斑尾歩、紫賀耕元）、山本忍(サブ)、与猶啓至(サブ)
- CG監修 - 吉田行雄

## 主題歌
『あしたの雪之丞』
ED「Rebirth」
歌 - 鷲辺香与
『MASARU あしたの雪之丞2』
OP「Hi・Ra・Ri」
歌 - RIE

## アダルトアニメ版
2002年にピンクパイナップルよりOVA化した作品。全4巻。各話約30分。DVDのジャケット原画はりんしんが描き下ろしている。2009年2月27日に全6話を完全収録した「あしたの雪之丞 & MASARUあしたの雪之丞2 ゴールドディスク豪華完全版」が発売されている。
主題歌
『あしたの雪之丞』
オープニングテーマ「Our Destination」
作詞：坂田和子 / 作曲・編曲：斉藤英夫 / 歌：安達まり
エンディングテーマ「Like a Knife～炎になれ～」
作詞：Nob / 作曲・編曲：Hulk / 歌：笹島かほる
『MASARU あしたの雪之丞2』
エンディングテーマ「あなたという未来」（1話）
作詞：REAL / 作曲：rie / 編曲：佐藤和朗 / 歌：millio
エンディングテーマ「スタートライン」（2話）
作詞・作曲：rie / 編曲：佐藤和朗 / 歌：園崎未恵
DVD
- 『あしたの雪之丞 Round・1 - 秋の木漏れ陽』 （2002年9月27日発売） KSVA-54371
- 『あしたの雪之丞 Round・2 - 失われた日々』 （2002年12月20日発売） KSVA-54372
- 『あしたの雪之丞 Round・3 - 旅立ちの冬』 （2003年3月28日発売） KSVA-54373
- 『あしたの雪之丞 Round・4 - 彷徨える魂』 （2003年5月23日発売） KSVA-54374
- 『MASARU あしたの雪之丞2 第一章 ｢赤い記憶」』 （2003年7月25日発売） KSXA-54561
- 『MASARU あしたの雪之丞2 第二章 ｢青の復活」』 （2003年10月24日発売） KSXA-54562

## 関連商品

### ガイドブック
- 『あしたの雪之丞 完全ガイド』（辰巳出版、2001年12月発売） ISBN 4-8864-1687-X
- 『MASARU あしたの雪之丞2 完全ガイド』（辰巳出版、2002年12月発売） ISBN 4-8864-1839-2

### ジュブナイルポルノ小説
- 『あしたの雪之丞 (前編)』（2003年1月発売） ISBN 4-8770-9589-6
- 『あしたの雪之丞 (後編)』（2003年5月発売） ISBN 4-8770-9594-2
  - 原作：エルフ
  - 著：橘楓
  - 出版社：ソフトガレージ（ケイエスエスノベルズ）
- 『MASARU あしたの雪之丞2 (前編)』（2003年11月15日発売） ISBN 4-8613-3007-6
- 『MASARU あしたの雪之丞2 (後編)』（2004年2月15日発売） ISBN 4-8613-3011-4
  - 原作：エルフ
  - 著：冴琉勇哥
  - 出版社：ソフトガレージ（ソフガレノベルズ）

### 関連CD
- 『Forgive あしたの雪之丞 Vocal & Drama Collection』 （ボーカルCD+ドラマCD2枚組、2001年11月16日発売） ELF-200111